# Meganephria albopicta
Meganephria albopicta là một loài bướm đêm trong họ Noctuidae.